# 343441 Chienchenglin
343441 Chienchenglin è un asteroide della fascia principale. Scoperto nel 2010, presenta un'orbita caratterizzata da un semiasse maggiore pari a 2,5824281 au e da un'eccentricità di 0,1261558, inclinata di 7,39467° rispetto all'eclittica.